# Brackenridgia villalobosi
Brackenridgia villalobosi là một loài chân đều trong họ Trichoniscidae. Loài này được Rioja miêu tả khoa học năm 1950.